# Rex J. Walheim
Rex Joseph Walheim est un astronaute américain né le 10 octobre 1962.

## Vols réalisés
1. Il réalise une mission le 8 avril 2002, à bord de la navette spatiale Atlantis, pour la mission STS-110, 13e de la navette américaine vers l'ISS.
2. Il réalise une 2e mission le 7 février 2008, à bord de la navette spatiale Atlantis, pour la mission STS-122.
3. Il réalisera une 3e mission le 28 juin 2011, à bord de la navette spatiale Atlantis, pour la mission STS-135. Ce sera la dernière mission d'une navette spatiale.